# Kelemen Kabátban
A Kelemen Kabátban egy 2013-ban alakult popzenekar. Stílusuk rengeteg zenei hatásból áll, legfontosabbak az elektronikus, a hiphop és a rock.

## Története
Előélet:
A zenekar elődjét Horváth Boldi és M-papa alapították 16 évesen egy gimnáziumi stand up és trash zenei formációként. Az kezdeti években a polgárpukkasztás és az irónia dominált a dalszövegekben és a zenékben egyaránt. 2011-ben forgatták első videóklipjüket a Nyári Dallam című, 90-es éveket parodizáló dalukra, mellyel országos ismertségre tettek szert. Még ebben az évben csatlakozott a formációhoz Horváth Gáspár mint zenei producer és dalszerző.
A zenekar megalakulása:
2012-ben zenekarral (Acsády Soma, Nagy Róbert, Szabó Tamás) kezdtek próbálni, mely 2013. április 30.-án mutatkoztak be a Veszprémi Egyetemi Napokon. Később csatlakozott a zenekarhoz Harangozó Sebestyén gitáros. Két tag kiválását követően 2015 elején állt össze a jelenlegi csapat, amikor Kiszin Miklós és Gajdacsi Gábor érkezett a basszusgitár és a gitáros posztokra. 2015-ben a zenekar döntőbe jutott és 3. helyet szerezte meg a Nagy-Szín-Pad tehetségmutató műsorban.
Napjainkban:
2016 óta a zenekar aktívan koncertezik és alkot.

## Tagok
- Gajdacsi Gábor - gitár
- Horváth Boldi - ének
- Horváth Gáspár - zenei producer
- Zdosek Ádám - basszusgitár
- M-Papa - rap
- Nagy Róbert - billentyű
- Szabó Tamás - dob

## Diszkográfia
| Lemez                   | Megjelenés | Dalok | Megjegyzés | Kiadó     |
| ----------------------- | ---------- | --- | --- | --------- |
| Dallamok Télen - Nyáron | 2013       | - Az Élet Dala - Bogárember - Nyári Dallam - Cool Szerelem - Lézer - Téli Dallam - Diszkó - Régen - Főnixszárny | | TFT       |
| Maradjatok Gyerekek     | 2014       | - Jártam Itt - A Sziget feat. Prieger Fanni - Ez Most Az A Nap - Fesztivál - Maradjatok Gyerekek feat. Eckü - Zajlik A Világ - Petőfi Sándor - A Keszthelyi Kikötőben - Fainul A Buli                                 | Maradjatok Gyerekek - Petőfi rádió Top 40 - 1. hely, Music channel Top 40 - 1. hely | TFT       |
| Szívdöglesztő           | 2015       | - Áll A Bál - Niki Lauda - Szívdöglesztő - Köszönöm Szépen - Hamar Megszerettelek - Legelő | Köszönöm Szépen - Petőfi rádió Top 40 - 1. hely. | TFT       |
|                         | 2017       | Induljon A Banzáj | Csupó Gábor rendező felkérésére elkészítették az 1989-es kultikus Bonanza Banzai sláger átdolgozását, a Pappa Pia című musical egyik betétdalaként.                                                                                      | Magneoton |
| Fehér Angyal            | 2018       | - Milyen jó - Félreismertem - Úton - Majomketrec - Felkkel A Város - Fehér Angyal - Tombolunk feat. Fluor - Induljon A Banzáj - Indián Nyár - A Hónap Dolgozója - Kesergő (Pál István Szalonna) - M-Papa - Szent Grál | Az "Úton" című dal 5 héten keresztül volt a Petőfi Top 40 legjobb tíz helyén (2 hétig vezető helyen) és a Mahasz Magyar rádiós Top 40 listáján az 5. helyig jutott.                                                                      | TFT       |
| Single megjelenések     | 2019-2021  | - Egy Van - Végtelen - Együtt - Születésnap - Jó reggelt, boldogság! (Fura Csé) | Az Egy Van és a Végtelen hetekig szerepelt a Magyar Rádiós Top 40 első tíz helyén. A végtelen című dalhoz a Dunakanyart bemutató klip illetve kisfilm készült a "Road Movie" magyar turizmust népszerűsítő zenei projekt keretein belül. | TFT       |
| Józsi                   | 2022       | - Az elmúlt 20 év - Nem tudom - Megrepedt a jég - Takács Nóra - Meglocsolnálak (Szabó Ádám, Curtis) - Ez még az ördögé (Hősök) - Oroszlán - A legtetején vagyunk - A szív az nem eladó - Nézz rám                     | A "Meglocsolnálak" YouTube felkapottak 4. hely, az "Az elmúlt 20 év" a Petőfi Top 40 legjobb tíz helyéig jutott. Jelenleg a lemez dalaihoz klipek készülnek.                                                                             | TFT       |

## Külső hivatkozások
- Hivatalos honlap
- Facebook oldal
- YouTube csatorna